# Harris Akbar
Harris Akbar (* 9. Dezember 1998 in Bradford als Mohammed Harris Akbar) ist ein britischer Boxer. Bei der Europameisterschaft 2022 in Jerewan gewann er die Goldmedaille im Halbmittelgewicht.

## Karriere
Harris Akbar trainiert im Bradford Police and College Club, einer seiner Trainer ist Mally MacIver. Er wurde 2014 Englischer Juniorenmeister, sowie 2015 und 2016 Englischer Jugendmeister im Weltergewicht. Darüber hinaus gewann er im Weltergewicht die Goldmedaille bei den Commonwealth Youth Games 2015 in Apia, die Silbermedaille bei der Jugend-Europameisterschaft 2016 in Anapa und eine Bronzemedaille bei der Jugend-Weltmeisterschaft 2016 in Sankt Petersburg.
Bei den Erwachsenen wurde er 2017 und 2018 Englischer Meister im Weltergewicht, gewann die Silbermedaille bei der U22-Europameisterschaft 2019 in Wladikawkas und eine Bronzemedaille bei der U22-Europameisterschaft 2021 in Roseto.
Bei der Weltmeisterschaft 2021 in Belgrad unterlag er im Halbmittelgewicht gegen den späteren Goldmedaillengewinner Jurij Sacharjejew, gewann jedoch 2022 die Europameisterschaft in Jerewan, nachdem er diesmal unter anderem Salvatore Cavallaro, Juri Sacharjejew und Garan Croft besiegt hatte.
Bei den Commonwealth Games 2022 in Birmingham unterlag er im Viertelfinale knapp mit 2:3 gegen Aidan Walsh und bei den Europaspielen 2023 in Krakau gegen Magomed Schachidow.